# Bathgate
Bathgate è un centro abitato (city) degli Stati Uniti d'America, capoluogo della Contea di Pembina nello Stato del Dakota del Nord. Nel censimento del 2000 la popolazione era di 66 abitanti. La città è stata fondata nel 1881.

## Geografia fisica
Secondo i rilevamenti dell'United States Census Bureau, la località di Bathgate si estende su una superficie di 0,8 km², tutti occupati da terre.

## Popolazione
Secondo il censimento del 2000, a Bathgate vivevano 66 persone, ed erano presenti 18 gruppi familiari. La densità di popolazione era di 79,6 ab./km². Nel territorio comunale si trovavano 28 unità edificate. Per quanto riguarda la composizione etnica degli abitanti, l'88,33% era bianco, il 13,64% era nativo e il 3,03% apparteneva a due o più razze.
Per quanto riguarda la suddivisione della popolazione in fasce d'età, il 30,3% era al di sotto dei 18, il 6,1% fra i 18 e i 24, il 33,3% fra i 25 e i 44, il 18,2% fra i 45 e i 64, mentre infine il 12,1% era al di sopra dei 65 anni di età. L'età media della popolazione era di 36 anni. Per ogni 100 donne residenti vivevano 78,4 maschi.